# Milankovičovy cykly
- Graf ukazuje změny pěti orbitálních prvků:
     oblikvita (sklon rotační osy) (ε).
     Excentricita dráhy (e).
     Délka periapsidy (sin(ϖ)).
     Index precese (e sin(ϖ)).
- Index precese a šikmosti, oslunění v každé zeměpisné šířce:
     Průměrná denní oslunění na vrcholu atmosféry o letním slunovratu ({\textstyle {\overline {Q}}^{\mathrm {den} }}) v 65° sš
- Oceánské sedimenty a proxy data antarktické ledové vrstvy – starověké hladiny a teploty moří:
     Dírkonošci (57 různých lokalit)
     Ledová jádra Vostok (Antarktida)
- Svislá šedá čára ukazuje současnost (2000 CE)

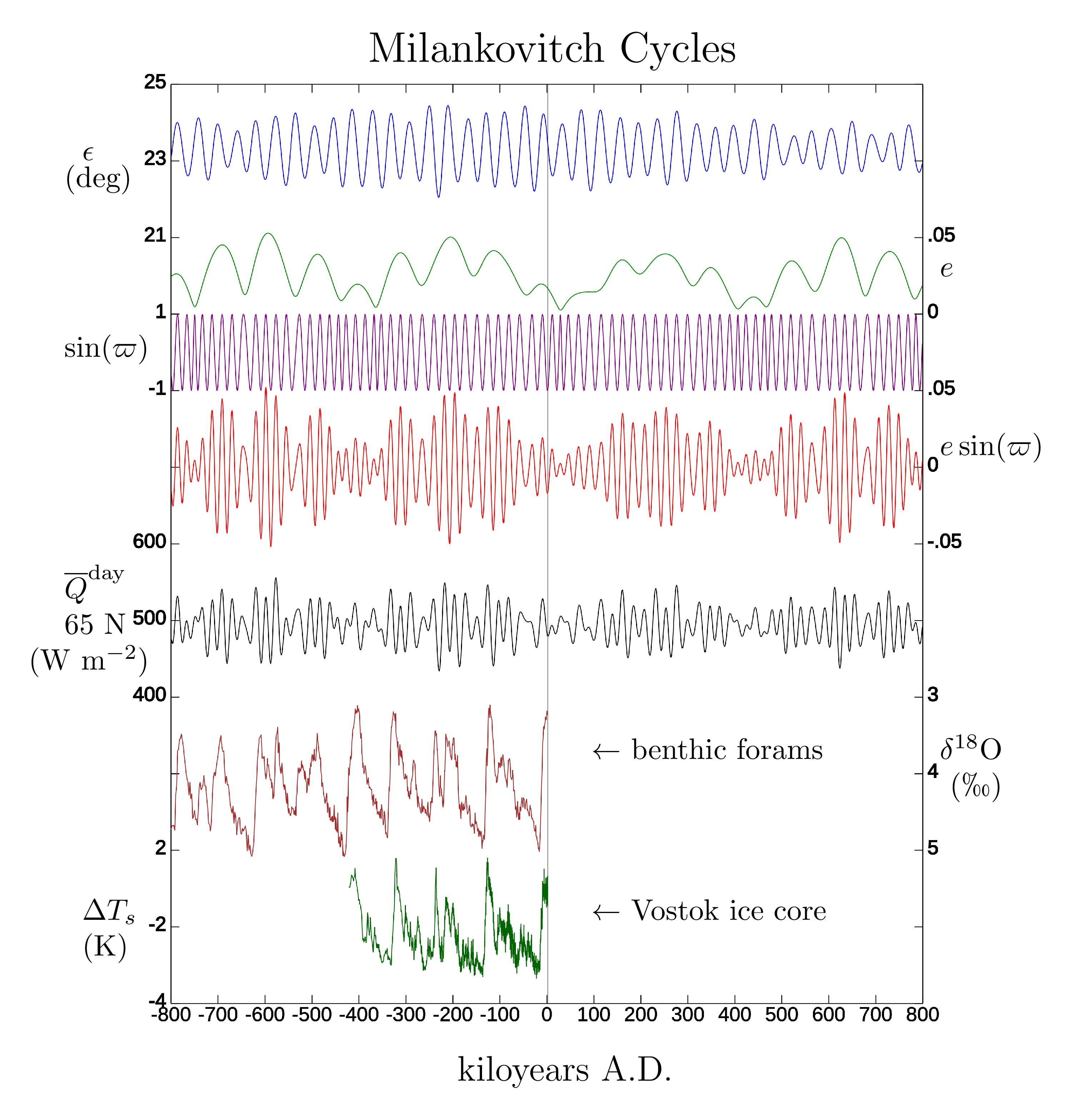
Minulost a budoucnost Milankovićových cyklů dle modelu VSOP

Milankovičovy cykly (podle srbského matematika Milutina Milankoviće, 1879–1958) jsou dlouhodobé změny v globálním rozložení slunečního záření dopadajícího na Zemi, které přesahují roční rozsah kolísání. Oběžná dráha Země kolem Slunce, precese zemské osy, rotace a sklon zemské osy, a tím i měnící se úhly dopadu slunečního záření na severní a jižní polokouli podléhají různým orbitálním časovým škálám s dobou trvání od 25 800 do přibližně 100 000, resp. 405 000 let. Částečně vysvětlují přirozené změny klimatu, zejména v období čtvrtohor, a mají proto velký význam pro klimatologii a paleoklimatologii. Milankovićova základní myšlenka spočívala v tom, že astronomicky podmíněná proměnlivost slunečního záření na severní polokouli měla zásadní vliv na růst a tání velkých ledových příkrovů, a tak – za spolupráce zpětné vazby mezi ledem a ledovcem – plnila kontrolní funkci pro začátek a konec různých chladných fází. Milankovićova teorie tak poprvé dala vzniknout obecně přijímanému vysvětlujícímu modelu příčin procesů pleistocenního zalednění.
V paleoklimatologickém výzkumu se Milankovičovy cykly hojně využívají pro rekonstrukce klimatu kenozoika a mají například trvalý vliv na vznik antarktického ledového příkrovu před 33,9 miliony let a s ním spojený nástup kenozoické doby ledové. Během chladných fází čtvrtohor se jejich cyklické změny zřetelně odrážejí i na synchronním kolísání jižní polární ledové pokrývky. V poslední době[kdy?] se cykly stále častěji využívají k analýze nápadných klimatických změn druhohor a prvohor, a to i s ohledem na jejich vývoj ve vzdálenější budoucnosti, jejich těžištěm však zůstává studium nedávné historie Země, zejména čtvrtohor.

## Historie objevu
Vliv astronomických cyklů již roku 1842 předpokládal Joseph Adhémar, když spojoval dobu ledovou s astronomicky dlouhými zimami. Milankovićova teorie byla založena na předběžné práci Jamese Crolla (1821–1890), britského přírodovědce, který v polovině 19. století zkoumal gravitační vliv ostatních planet sluneční soustavy na oběžnou dráhu Země, včetně souvisejícího problému doby ledové, a své závěry publikoval v roce 1864 v časopise Philosophical Magazine. Crollovy myšlenky však předběhly svou dobu o desítky let. Právě Milankovićova práce vytvořila předpoklad pro širokou vědeckou diskusi o možném příčinném vztahu mezi chladnými cykly v minulosti a oběžnou dráhou Země. Milanković nejenže rozšířil Crollovy výpočty, ale také doplnil jeho teorii o podstatnou složku: totiž o zvláštní konstelaci, kdy má některá polokoule tak málo slunečního záření, že i v létě je sněhová pokrývka erodována jen částečně nebo vůbec. Na základě tohoto poznatku následně své výpočty rozšířil.

Milanković byl ve skutečnosti inženýr specializující se na zpracování betonu, který v tomto ohledu podal několik patentů. Po svém nástupu na Bělehradskou univerzitu v roce 1909 se začal věnovat matematickým otázkám meteorologie, sférické astronomie, nebeské mechaniky a teoretické fyziky. To mu po přestěhování z Vídně do „provinčního“ Bělehradu usnadnila skutečnost, že nyní vyučoval na univerzitě, která neměla specializovanou holistickou tradici. Uvědomil si zde, že se před ním nikdo nepokusil o univerzálně platné vysvětlení problému doby ledové:
| „                            | Důvodem je to, že bylo třeba přijít problému na kloub, vyřešit řadu poměrně složitých dílčích problémů v různých vědních oborech, ostře od sebe oddělených… Tato otázka tedy ještě nebyla zodpovězena, byla v trojúhelníku sférické astronomie, nebeské mechaniky a teoretické fyziky. Univerzitní katedra mi umožnila spojit tyto tři vědy, které jiné univerzity oddělují. Proto mi bylo umožněno uvědomit si kosmický problém a jeho význam a začít ho řešit. | “ |
| — Milutin Milanković, paměti | |   |
Během preventivního věznění v Rakousku-Uhersku za první světové války se Milanković věnoval astronomickým otázkám, nejprve v Osijeku a poté po převozu do Budapešti. V Budapešti získal přístup do knihoven Maďarské akademie věd a Maďarského meteorologického ústavu. Zde se hlouběji ponořil do problematiky klimatu a dob ledových. Jak si již před ním uvědomovali jiní, albedo sněhového povrchu má velký vliv na odraz slunečního světla, což pomáhá zesilovat zpětnou vazbu mezi ledem a ledem. Za těchto podmínek by sněhové pole mohlo během staletí přerůst v kontinentální ledové pole. Na popud německého klimatologa Vladimíra Köppena zkoumal Milanković oblasti bohaté na ledovcové usazeniny mezi 55. a 65. stupněm severní šířky, protože právě zde se nacházely okraje bývalých kontinentálních ledovců.
Když chtěl Alfred Wegener, Köppenův zeť, přednést paleoklimatologickou přednášku během kongresu německých přírodovědců a fyziků v Innsbrucku 25. září 1925, vydal se tam i Milanković. Poprvé zde byla veřejně prezentována práce „Klima geologického pravěku“, kterou Köppen a Wegener dokončili v roce 1924. Wegener napsal článek, v němž představil Milankovićovu metodu a výpočet slunečního záření. Poté, co Köppen a Wegener věnovali Milankovićově teorii ve své knize jednu kapitolu, stal se náhle známým ve vědeckých kruzích. Milanković vypočítal různé úhly slunečního záření pro klimaticky citlivé subpolární a boreální oblasti, zejména pro letní měsíce. Köppen tyto výpočty porovnal s chronologií minulých chladných fází a zjistil dobrou shodu.
Barthel Eberl, který v roce 1930 publikoval práci o severoalpských ledovcích (včetně dunajského chladného období, které je totožné se severoněmecko-holandským chladným obdobím Eburon), došel k překvapivému závěru, že jeho periodizace koreluje s orbitálními časovými stupnicemi Milutina Milankoviće. To poskytlo první důkaz pro Milankovićovu hypotézu doby ledové založenou na periodických výkyvech orbitálních parametrů Země v souladu s teoretickými úvahami a praktickými terénními studiemi.
Ve 40. letech 20. století byly Milankovićovy předpoklady přijaty řadou vědců a také publikovány v několika učebnicích o klimatu jako vysvětlení periodicity dob ledových. Teorii podpořily analýzy varev z močálů a fosilních jezer i jílových jader z recentních vod, které potvrdily 21 000letý cyklus precese zemské osy. Přesto většina geologů existenci vesmírných „hodin“ pro kolísání pozemského klimatu nadále odmítala. Svůj názor opírali o sekvence terminálních morén v mnoha oblastech světa a o synchronní výskyt zalednění na jižní a severní polokouli. Milanković naproti tomu postuloval pokles slunečního záření na severní polokouli při současném nárůstu na jižní polokouli a naopak. Navíc pochyboval o tom, že by relativně malé změny v oslunění mohly mít tak velký vliv.
Konečnou syntézu své teorie sepsal Milanković v němčině v knize Kanon der Erdbestrahlung und seine Anwendung auf das Eiszeitenproblem. Ve svém díle popsal proměnlivé sluneční záření a vznik chladných období v období od středního pleistocénu do současnosti (přibližně jeden milion let). Rukopis předal do tiskárny v Bělehradě 2. dubna 1941. Po německé invazi do Jugoslávie 6. dubna 1941 byla tiskárna zničena a velká část rukopisu byla zničena, až na jeden zcela zachovaný výtisk. Právě díky Milankovićově pověsti mu chtěli dva vojáci wehrmachtu, kteří si 15. května 1941 vyžádali přístup do jeho domu, vyřídit pozdravy od svého profesora geologie Wolfganga Soergela z Freiburgu, příznivce Milankovićových tezí. Milanković předal vojákům neporušený rukopis knihy, aby jej Soergelovi předali. Recepce Milankovićových cyklů našla svůj první výraz v pozitivní předmluvě geografa Carla Trolla na počátku roku 1944 v časopise Deutsche Meteorologische Zeitschrift. V zářijovém čísle Geologische Rundschau z roku 1944 napsal Walter Wundt podrobné pojednání o Milankovićově teorii, které bylo srozumitelné i nematematikům, ve stejném čísle Geologische Rundschau se za Milankovićův předpoklad proměnlivého slunečního záření důrazně postavil Wilhelm Meinardus, který jako první čtvrtohorní geomorfolog a geograf začal Milankovićovy myšlenky angažovaně obhajovat. Vzhledem k tomu, že skupina geografů byla dosud nejtvrdšími kritiky jeho teorie, bylo určitým pokrokem, že nyní začíná široká diskuse o mechanismech vzniku dob ledových.
Nicméně Milankovićovi bylo až do konce jeho života odpíráno všeobecné přijetí jeho teorie. Některé významné geology, jako byli Albrecht Penck a Richard Foster Flint, Milankovićovy myšlenky dráždily, přičemž Penck se ukázal být jedním z hlavních odpůrců a svůj názor změnil až v roce 1938. Jovan Cvijić, rektor Bělehradské univerzity a Penckův vídeňský žák, rovněž nepochopil pozadí Milankovićových časově náročných výpočtů. Flint také setrvával na svém odmítavém stanovisku po celá desetiletí. Jako předseda přerušil Milankoviće během 4. kongresu INQUA v Římě v roce 1953, kde byla jeho přednáška hlasitě přerušována hecováním. Milanković se z kongresu vrátil viditelně zklamaný a nedožil se toho, že by se jeho teorii od poloviny 70. let dostávalo v paleoklimatologii stále širšího přijetí.
Konečný průlom přišel s rozvojem a aplikací mořské izotopové stratigrafie kyslíku. Poté, co si Eberl již v roce 1930 všiml shody mezi periodizací geologických dat a Milankovićovou orbitální časovou stupnicí pro ledovcové stupně na severním okraji Alp, dokázal Cesare Emiliani v roce 1950 potvrdit globální vliv kolísání zemské dráhy pomocí analýzy izotopů 18O/16O na rychle rostoucích korálech Karibiku. To otevřelo cestu ke klasifikaci a datování geologických nálezů dlouhodobých globálních klimatických výkyvů v Milankovićově orbitální časové škále. Milanković sám si Emilianiho práce dále nevšímal.
James D. Hays, Nicholas Shackleton a John Imbrie dokázali v roce 1976 v zásadním článku v časopise Science (tzv. studie „Pacemaker“), že poměr stabilních izotopů kyslíku 16O/18O v mořské vodě závisí na nárůstu nebo poklesu velkých ledových příkrovů a že tyto výkyvy odpovídají Milankovičovým cyklům posledních 500 000 let. Tím se změnil hypotetický charakter orbitální teorie na prokázané tvrzení, že změny orbitálních parametrů Země jsou zodpovědné za výskyt pleistocenních glaciálních cyklů. Orbitální teorie tak prošla první geologickou „důkazní zkouškou“, což vedlo i ke změně zaměření výzkumu: zatímco geologické poznatky původně tvořily vodítko pro znázornění klimatických periodicit geologické minulosti, „Milankovićovo pásmo“ se nyní vyvinulo v závazný standard pro klasifikaci cyklických klimatických změn během čtvrtohor a dále.
Evropská geovědní unie (EGU) uděluje od roku 1993 za práci v dlouhodobém klimatologickém výzkumu medaili Milutina Milankoviće, kterou kromě sira Nicholase J. Shackletona (1999), Johna Imbrieho (2003) a Jamese Hayse (2010), kteří ji obdrželi za potvrzení Milankovićových cyklů (1976), v roce 2019 získal Jacques Laskar, který teorii rozšířil a aplikoval na velkou část kenozoika od 90. let 20. století.

## Aplikace

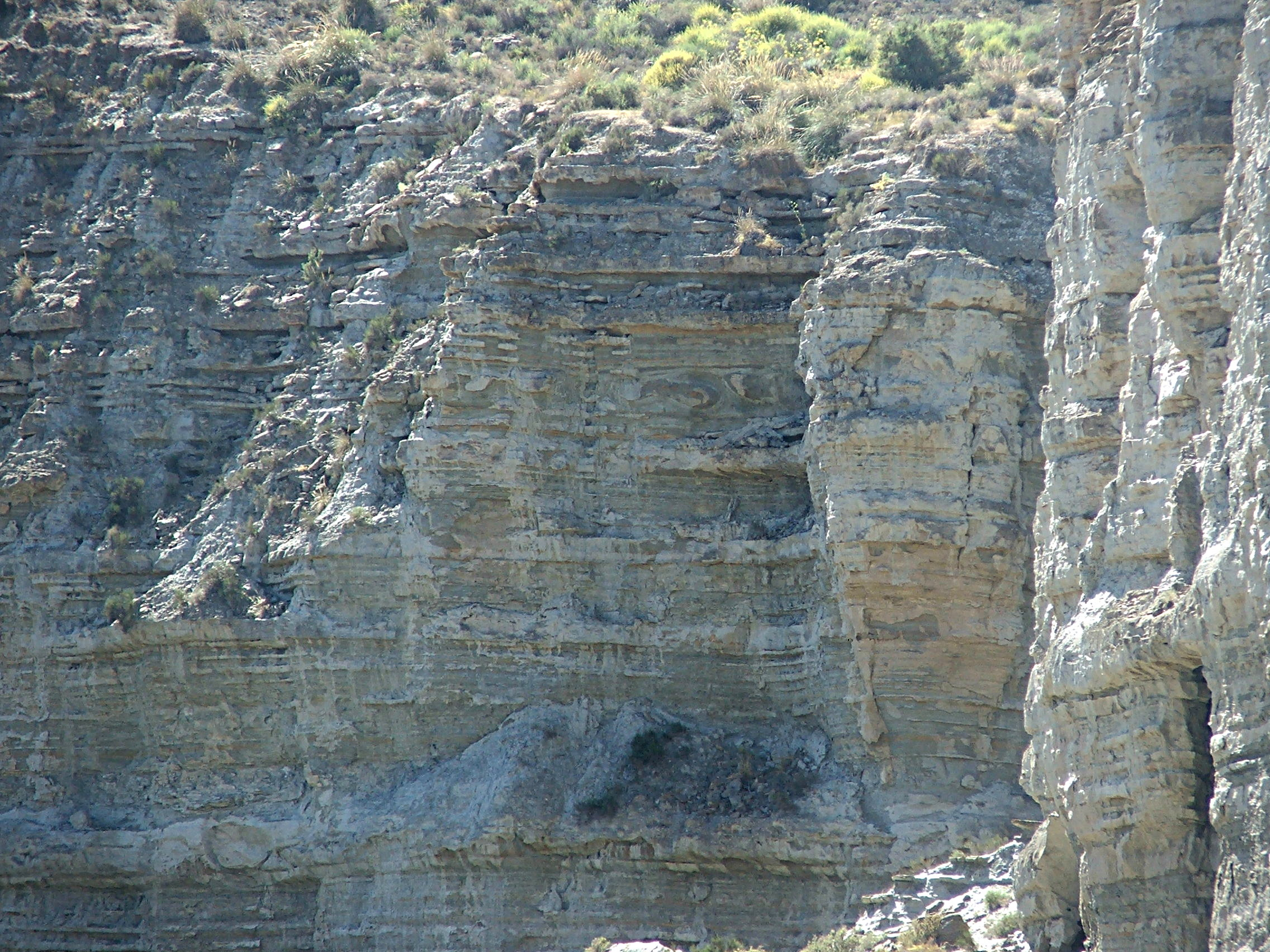
Poušť Tabernas, Španělsko: V zabarvení a odolnosti různých vrstev sedimentů lze pozorovat cykly

Milankovićovy cykly se staly nepostradatelným nástrojem pro datování pleistocenních hlubokomořských sedimentů nebo pro určení rychlosti sedimentace v čase. Úloha vnějších kosmických faktorů na pozemské klima měla trvalý vliv i na přírodní filozofii, protože do té doby nebyly geologické procesy chápány jako reakce na astronomické vlivy. Teprve Milankovićova práce přinesla úvahy o astronomických veličinách jako o výchozích bodech a hnacích silách klimatických změn. Skutečnost, že přijetí této teorie se značně opozdilo, byla do značné míry způsobena nedostatkem exaktních metod důkazu. Teprve s rozvojem oceánografie a izotopové analýzy se Milankovićově teorii – časově zhruba srovnatelné s myšlenkou Alfreda Wegenera o kontinentálním driftu – dostalo plného potvrzení. Ještě před druhou světovou válkou se datování dob ledových opíralo výhradně o suchozemské usazeniny, jak to dokumentovali zejména Albrecht Penck a Eduard Brückner (ve svém třísvazkovém standardním díle Die Alpen im Eiszeitalter, 1901 až 1909) stratigrafickým průzkumem alpského předpolí v podobě glaciální série. Teprve vyhodnocení hlubokomořských sedimentů poskytlo spolehlivou metodu pro chronologii čtvrtohor v globálním měřítku a regionální alpské datování mohlo být odpovídajícím způsobem upraveno.
Významné postavení Milankovičovy teorie v geologii má standardní časová stupnice „SPECMAP“ (SPECtral MApping Project), která poskytuje spolehlivé informace na základě záznamů izotopů kyslíku za posledních 650 000 let. Milankovićova teorie tak byla prvním přesvědčivým vysvětlením existence cyklů chladného věku a jasně zdůraznila ústřední význam (sub)polárních oblastí severní polokoule pro cyklické změny klimatu.

### Vliv na ledovce a ledovcové příkrovy
Zatímco vliv řízení oběžné dráhy na globální klima a chladná období je všeobecně znám, méně jasný je tento vliv na dynamiku a rozsah ledových příkrovů a ledovců. V rámci glaciálních období měly precesní cykly a sezónní vzorce zásadní vliv na globální objem ledu. Tání (ablace) ledovců bylo vyvoláno každým čtvrtým nebo pátým precesním cyklem a do značné míry záviselo na letních teplotách. To mělo přímý vliv nejen na tání, ale také na růst ledovců na začátku glaciálu. Mnoho glaciálních cyklů s největšími ledovými pokryvy na severní polokouli se shodovalo s nejnižším slunečním zářením na začátku glaciálů v meziledových dobách a platilo to pro izotopové fáze MIS 5d-2, 6, 8, 12, 14, 16, 20 a 24–22. V těchto dobách se ledovce v interglaciálech pohybovaly v rozmezí od 1. do 3. tisíciletí. MIS 18 a 10 byly předznamenány slunečními koryty, která byla překonána do chladných cyklů. Skutečnost, že mnoho velkých chladných cyklů bylo spojeno s minimem insolace na severní polokouli, signalizuje chladnou fázi s výrazným růstem glaciálů na severní polokouli. Ačkoli je orbitální regulace klíčovou proměnnou pro začátek glaciálů, nebyla určující pro dynamiku ledovců v průběhu glaciálu, naopak amplitudové změny vrcholu a koryta na začátku glaciálů na severní polokouli hrály primární roli v délce trvání glaciálů. Na počátku MIS 5d-2 a MIS 24-22 se tak absolutní vrchol změnil na koryto ve slunečním záření. Růst ledovců ukázal, že mezi vnitrozemskými ledovci Euroasie a pobřežními oblastmi Atlantiku byl spuštěn zpětnovazební proces, jehož výsledkem byly stále sušší podmínky. Po počátečním růstu tedy ledové masy ustupovaly pod vlivem suchého klimatu, které samy podporovaly, jak se předpokládá pro glaciály MIS 24-22, MIS 5d-2, MIS 23 a MIS 3.
Při současné excentricitě oběhu Země a rozložení kontinentů průměrná globální teplota atmosféry kolísá během roku přibližně o ±1,5 °C (na severní polokouli ±6 °C a na jižní ±3 °C).

Vliv precese na roční období (podle termínu pro severní polokouli)

## Souhrn
Na Zemi se cykly projevují jako dlouhodobé změny sluneční konstanty, potažmo dlouhodobé změny charakteristik ročních období ve vyšších zeměpisných šířkách. Rozdíly mezi jarem, létem, podzimem a zimou tak oscilují od výrazných po mírné). Dnes se jako nebesko-mechanická příčina těchto výkyvů rozlišují změny parametrů oběžné dráhy a změny sklonu zemské osy. Jsou to především různé druhy precese zemské osy, jejíž periodicita se pohybuje přibližně mezi 19 000 a 24 000 lety a v níž se překrývají různé cykly. A dále jde změny excentricity (změna délky poloos zemské dráhy) s jednoduchým cyklem přibližně 100 000 let, přičemž maximum excentricity nastává přibližně každých 405 000 let.
V důsledku změn excentricity dochází k malým změnám v množství energie, kterou celá Země ročně obdrží od Slunce (velikost změny asi 0,2 %), a v důsledku precese a změny sklonu osy dochází ke značným změnám v množství energie, kterou ročně obdrží obě polokoule, a zejména jejich vyšší zeměpisné šířky (velikost změny na 65° s. š. při letním slunovratu v průměru asi 28 %). V interakci např. s rozložením pevninských mas na zemském povrchu nebo s výškou hladiny světového oceánu, které mají vliv na albedo zemského povrchu a také se v průběhu geologických období značně mění (viz → kontinentální drift, → eustazie), to může vést ke značným výkyvům v radiační bilanci Země nebo alespoň jedné z obou polokoulí, což má odpovídající důsledky pro globální klima.
Z toho lze postulovat následující posloupnost jako základní myšlenku hypotézy v interakci orbitálních sil a glaciálních a interglaciálních cyklů: „Aby nastaly doby ledové, je nutné, aby léta na severní polokouli byla dostatečně chladná a zabránila tání zimní sněhové pokrývky tak, aby v ročním rozpočtu sněhu a ledu zůstalo kladné množství, a následně z rozšíření sněhové pokrývky a zvýšení albedu povrchu vyplynula kladná zpětná vazba v ochlazování.“ (André Berger, 1993).
IPCC zastává názor, že hlavním spouštěcím mechanismem dob ledových a meziledových jsou tyto astronomické cykly. Od konce roku 2019 se však šíří hoax pramenící z nepochopeného či záměrně dezinterpretovaného výkladu Milankovičových cyklů.

## Milankovićovy cykly podrobně

Schematické znázornění axiální precese Země

Schematická animace apsidální rotace zemské dráhy (není v měřítku, excentricita zemské dráhy a velikost rotace na oběžnou dráhu jsou silně přehnané).

### Precese
Zemská osa je ve skutečnosti pevná pouze ve středu Země. Mimo střed Země opisuje kruhový pohyb kolem pomyslné kolmice na rovinu ekliptiky s periodou 26 000 let (s rostoucím poloměrem kružnice při zvětšující se vzdálenosti od středu Země). Takový „kývavý pohyb“ se nazývá precese. Příčinou axiální precese Země jsou síly Slunce a Měsíce působící na rovníkovou výduť rotujícího zemského elipsoidu, tzv. slapové síly. Osová precese znamená, že ke střídání ročních období nedochází vždy ve stejných bodech oběžné dráhy zemské elipsy. Mimo jiné to také znamená, že Země prochází svým nejbližším bodem ke Slunci (perihelem) po čtvrtinu cyklu v severním létě a po čtvrtinu cyklu, jak je tomu v současnosti, v severní zimě. V souladu s tím jsou léta a zimy na severní polokouli v těchto dvou částech cyklu extrémnější nebo mírnější.
Cyklus axiální precese je překryt cyklem apsidální precese zemské dráhy, jehož perioda je 112 000 let. Při apsidální precesi zemské dráhy, nazývané také perihelium, se poloosy otáčejí v rovině oběžné dráhy ve směru oběhu kolem Slunce. I to ovlivňuje časový průběh sezónních změn vzhledem k pohybu Země po její dráze, a tedy vzhledem k bodu nejblíže a nejdále od Slunce.
Výsledkem superpozice obou precesních pohybů je tzv. tropická apsidální rotace, cyklická změna polohy jarní rovnodennosti vzhledem k periheliu. Tropická apsidální rotace odpovídá Milankovičovu cyklu v průměru asi 21 000 let. V současné době tedy Země prochází perihelem kolem 3. ledna, tj. uprostřed severní zimy, a afélem (nejvzdálenějším bodem od Slunce) kolem 5. července. Za 11 000 let bude perihelem procházet v severním létě, takže roční období na severní polokouli pak budou extrémnější než dnes.
Kromě toho se „precesí“ v souvislosti s Milankovićovými cykly rozumí také tzv. precesní index. Jedná se o matematický součin apsidální precese a kolísání excentricity zemské dráhy (viz níže) Cykly excentricity lze vyčíst z jeho amplitudy, která tedy není konstantní.

Schematické znázornění proměnlivosti sklonu zemské osy (sklonu ekliptiky). Bílá čára je kolmice na rovinu oběžné dráhy Země.

### Změna sklonu osy
Sklon zemské osy vůči normále k rovině oběžné dráhy Země se periodicky mění v rozmezí 22,1° až 24,5° s periodou přibližně 41 000 let. Tento jev vede mimo jiné ke změně maximálního a minimálního úhlu dopadu slunečních paprsků, a tím k většímu kolísání intenzity záření ve vyšších zeměpisných šířkách v průběhu roku. V důsledku toho jsou při větším sklonu osy zimy ve vyšších zeměpisných šířkách chladnější a léta teplejší než při menším sklonu osy. V současné době je sklon ekliptiky 23,43° a leží přibližně uprostřed mezi krajními hodnotami. Pomalu se snižuje a očekává se, že svého minima dosáhne za 8 000 let.
Při nízkém sklonu osy jsou zimy ve vyšších zeměpisných šířkách méně kruté, ale ledovce mohou nahromadit větší masy sněhu, protože nad mořem je výpar vyšší, a proto padá více sněhu do širokého okolí, kde jsou teploty pod bodem mrazu. V létě je naopak ablace snížena v důsledku nižšího slunečního záření, a tedy i nižších průměrných teplot. Pomineme-li neastronomické klimatické faktory (viz níže), jsou tedy podmínky pro vznik kontinentálního ledovce celkově příznivější při nízkém sklonu osy než při vysokém sklonu osy. Ve skutečnosti se chladná období pleistocénu často vyskytují ve fázích, pro které byl vypočítán nízký sklon osy, zatímco teplá období korelují s fázemi vysokého sklonu osy.

### Změny excentricity
Oběžná dráha Země kolem Slunce je elipsa. Excentricita udává, jak moc se eliptická dráha odchyluje od kruhové dráhy. Tvar dráhy Země se pohybuje od téměř kruhové (nízká excentricita 0,0006) po mírně eliptickou (vysoká excentricita 0,058). Průměrná hodnota excentricity je 0,028. Hlavní složka tohoto kolísání se vyskytuje v periodě 405 000 let (kolísání excentricity o ±0,012). Několik dalších parametrů zemské dráhy se mění v cyklech mezi 95 000 a 136 000 lety a volně se kombinují s hlavní složkou v cyklu 100 000 let (variace mezi -0,03 a +0,02).
Současná hodnota excentricity je 0,0167 (s klesající tendencí), takže vzdálenost od Slunce se v průběhu roku mění o 3,4 %. To odpovídá kolísání insolace o 6,9 %. Při minimálně excentrické oběžné dráze Země je variabilita záření jen asi 2 %, ale v maximu je to více než 23 %. Příčinou těchto výkyvů jsou poruchy dráhy Země způsobené ostatními planetami sluneční soustavy, především Jupiterem a Saturnem.
V důsledku 2. Keplerova zákona trvá oběh „vzdálenější“ části dráhy Země kolem Slunce (afélium) déle než oběh bližší části, takže Země dostává na eliptické dráze podprůměrné záření po delší dobu ve srovnání s téměř kruhovou dráhou. Snížené ozáření je však v průběhu roku více než kompenzováno kvadratickým nárůstem ozáření v blízkosti Slunce.
Protože v současné době je Země v zimě na severní polokouli blíže ke Slunci, je podzimní a zimní půlrok asi o 7 dní kratší než jarní a letní půlrok.

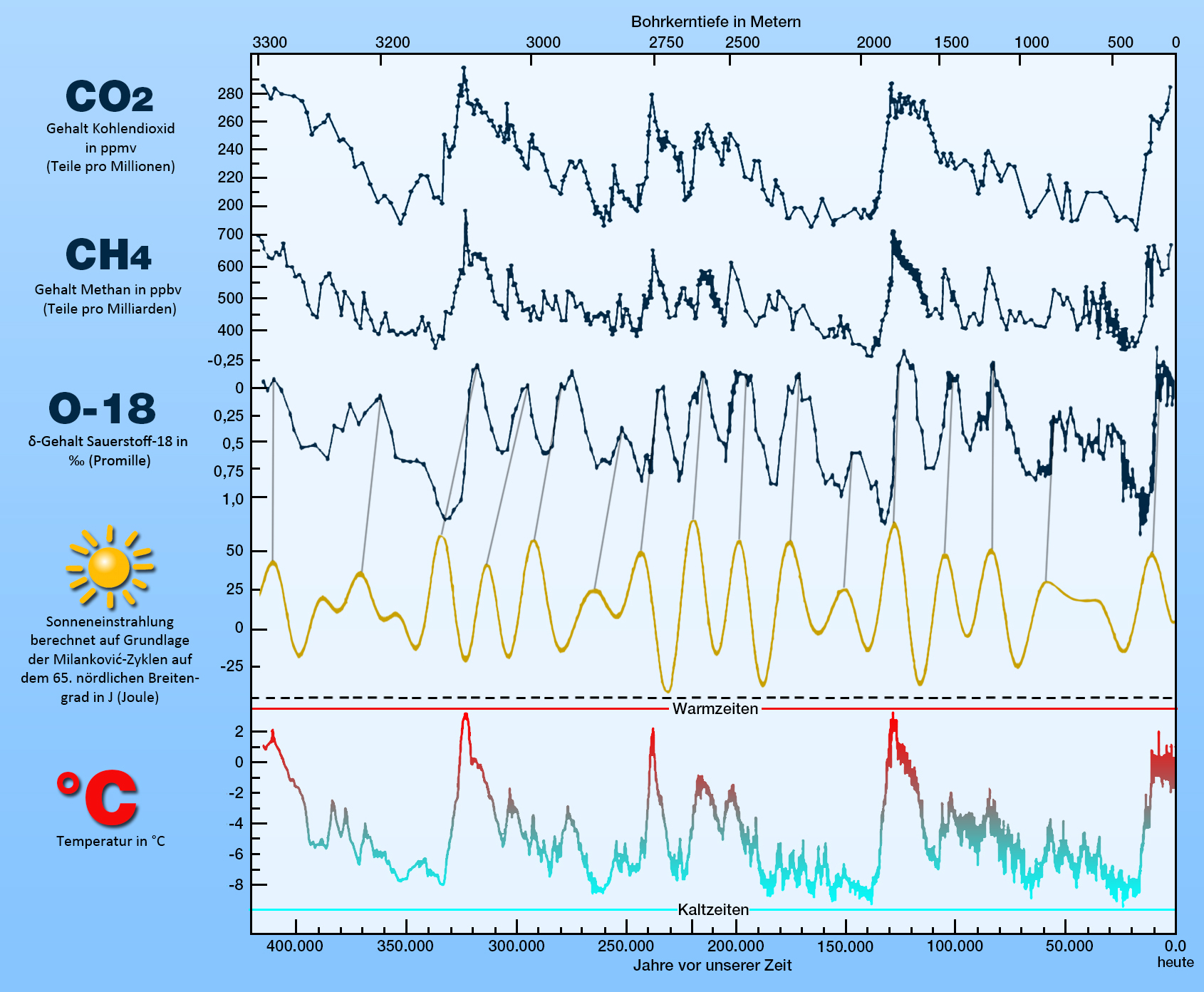
Klimatické parametry za posledních 420 000 let, zjištěné na základě analýz ledového jádra stanice Vostok v Antarktidě.

### Další účinky a kritické úvahy
Jedním z efektů, který Milanković ve svých výpočtech nebere v úvahu, je periodický náklon roviny oběžné dráhy Země vůči rovině Slunce–Jupiter, který je stejně jako ostatní perturbace v podstatě způsoben Jupiterem a Saturnem. Cyklus trvající přibližně 100 000 let se dobře shoduje s periodicitou chladných věků během posledních 700 000 let pleistocénu.
I Mars může způsobit cykly a to s periodou 2,4 miliony let. Patrně existují i cykly s periodou 9 až 10 milionů let a 35 až 36 milionů let. Roku 2018 byla nalezena souvislost El Niño (ENSO) s lunárním cyklem slapů Měsíce s periodou 18,6 let (jejíž důsledkem je i nutace, která je krátkodobou změnou precese). Tato perioda pak se projevuje ve výskytu mangrovů. Perioda 40000 let také může ovlivňovat monzuny a tak i periodickou tvorbu pouští. Za posledních 800 tisíc let se objevilo dvacetkrát vlhké období, kdy se Sahara zelenala. Byť cykly určuje perioda precese zemské osy, tak zda došlo k vlhkému období určuje eliptičnost orbity Země (vlhké období nastává při velké eliptičnosti dráhy). Také změna výstřenosti pohybu Jupitera vlivem Saturnu s periodou zhruba 60 let může pomocí prachu a meteoritů modulovat s danou periodou klima na Zemi. I impakty meteoritů jsou korelovány s klimatickou periodou 400 tisíc let.

Z paleoklimatologických studií jsou známa různá klimatická období, která se nemusí nutně shodovat s astronomickými cykly. Rovněž korelace mezi klimatickými a astronomickými cykly jsou sice pro některá časová období prokazatelné, ale ne se všemi třemi Milankovićovými cykly, ale pouze s jedním, a klimatické cykly mohou také „přepínat“ z jednoho na jiný Milankovićův cyklus, takže je v těchto případech obtížné stanovit mezi nimi příčinnou souvislost. Studie publikovaná v roce 2019 postuluje jako hlavní příčinu změny cyklu ve středním pleistocénu (od 41 000 do 100 000 let) výrazné oslabení hlubinné cirkulace v subpolárních oblastech Jižního oceánu, což vedlo k menšímu transportu oxidu uhličitého z hlubin oceánu k povrchu.

Variace v trvání cyklů pleistocenního zalednění určené z oceánských sedimentů. Všimněte si „skoku“ v cykličnosti ze 41 000 let na 100 000 let přibližně v období 1,2 mil. let.

Důvodem těchto nepravidelností je skutečnost, že globální klima ovlivňují i neastronomické faktory, například změny v zemské atmosféře z hlediska obsahu aerosolů a skleníkových plynů (obojí ovlivňuje mimo jiné vulkanismus) nebo změny oceánských a vzdušných proudů v průběhu kontinentálního driftu (protrhávání oceánských drah, stavba pohoří). Tyto faktory mohou složitě působit jak mezi sebou navzájem, tak i s astronomickými faktory, přičemž dochází k pozitivním i negativním zpětným vazbám na klima. Tyto složité interakce mohou zajistit, že Milankovićův signál je někdy v souborech dat přítomen jen nezřetelně nebo není přítomen vůbec. To platí především pro složky precese a axiálního sklonu, méně však pro dlouhoperiodické cykly excentricity, které jsou podle nedávných paleoklimatologických studií zjistitelné jako stabilní ovlivňující proměnná po velkou část fanerozoika. Hlavní cyklus z doby před 405 000 lety tak lze vysledovat až do svrchního triasu před zhruba 215 miliony let a chronologicky jej zařadit. Milankovićovým cyklům se také připisuje významný vliv na klimatické výkyvy, k nimž docházelo během permokarbonského glaciálu v pozdním karbonu (zhruba 315 až 299 mil. let). Podobně tomu bylo i v krizových obdobích svrchního devonu spojených s náhlými změnami klimatu a dvěma masovými vymíráními. podle nejnovějších zjištění by navíc periodické změny excentricity mohly mít vliv i na koloběh uhlíku v různých sférách Země.

### Výhled
Jádra sedimentů z mořských hlubin dokládají klimatické optimum v holocénu před přibližně 8 000 až 6 000 lety. Teploty z nejteplejšího 200letého intervalu té doby byly v globálním měřítku s určitou pravděpodobností znovu dosaženy a překročeny až v průběhu 21. století až do současnosti. V důsledku poklesu slunečního záření v severních zeměpisných šířkách během letního maxima, spojeného s periodicitou Milankovičových cyklů, dochází od té doby k mírnému poklesu teploty v průměru o ≈ 0,10 °C za tisíciletí. Tento trend ochlazování by za normálních okolností vedl za několik málo 10 000 let k nové době ledové, která by následovala po holocenním interglaciálu. Možná by doba ledová nastala už za 10 tisíc let. To, zda k této události dojde podle výpočtů, nebo zda současná teplá fáze bude mít delší trvání, závisí do značné míry na tom, v jaké míře se do atmosféry v budoucnu dostanou antropogenní a přirozené skleníkové plyny.